# Индекс на демокрацията
| Пълни демокрации 9,01 – 10 8,01 – 9 | Демокрации с недостатъци 7,01 – 8 6,01 – 7 | Хибридни режими 5,01 – 6 4,01 – 5 | Авторитарни режими 3,01 – 4 2,01 – 3 0 – 2 |

Индексът на демокрацията е индекс, съставен от Economist Intelligence Unit (EIU) – Икономическият разузнавателен отдел на Economist Group, компания базирана във Великобритания. Отделът възнамерява да измери състоянието на демокрацията в 167 държави, от които 166 са суверенни държави, а 164 – държави членки на ООН.
Индексът е публикуван за първи път през 2006 г. с актуализации за 2008, 2010 и по-късни години. Индексът се основава на 60 показателя, групирани в пет различни категории, измерващи плурализма, гражданските свободи и политическата култура. В допълнение към числовата оценка и класиране, индексът категоризира всяка страна в един от четирите режима: пълни демокрации, недостатъчни демокрации, хибридни режими и авторитарни режими.
За 2018 г. България е класирана на 46-о място с индекс 7,03 при максимален индекс 10.
През 2019 г. почти половината (48,4%) от населението на света живее при някаква демокрация, въпреки че само 5,7% живеят при „пълна демокрация“, което е спад от 8,9% в сравнение с 2015 г. като резултат от това, че през 2016 г. САЩ са свалени от „пълна демокрация“ до „дефектна демокрация“. Повече от една трета от населението в света живее под авторитарно управление, като голям дял има Китай. През 2019 г. в 68 държави се наблюдава спад в общия им резултат в сравнение с 2018 г., но почти толкова – 65 страни отбелязват подобрение. Три държави – Чили, Франция и Португалия преминават от категорията „дефектна демокрация“ в „пълни демокрации“. Останалите 34 са в застой, като резултатите им остават непроменени в сравнение с 2018 година. България изостава с едно място в класацията – 47-о.